# Sports Reference
Sports Reference, LLC es una compañía estadounidense que opera varios sitios web relacionados con el deporte. Sports-Reference.com es un sitio web creado en 2007 en Pensilvania, Estados Unidos, dedicado a la recopilación de información sobre deportistas.
Opera con varias webs deportivas como Baseball-Reference.com, Basketball-Reference.com, Hockey-Reference.com, Pro-Football-Reference.com y FBref.com. Incluye más de 100 000 fichas sobre deportistas de béisbol e información sobre cada partido de la National Football League de Estados Unidos desde 1941.

## Juegos Olímpicos
Sports Reference agregó un sitio para estadísticas e historia de los Juegos Olímpicos en julio de 2008.
La compañía anunció en diciembre de 2016 que el sitio de los Juegos Olímpicos se cerrará en un futuro próximo debido a un cambio en su acuerdo de licencia de datos. Desde entonces, se agregaron datos para los Juegos Olímpicos de Verano 2016, pero el sitio no se ha actualizado para los Juegos Olímpicos de Invierno 2018. Los proveedores de los datos olímpicos están trabajando con otra editor para crear un nuevo sitio web.